# Take Me Home (песня Шер)
«Take Me Home» (с англ. — «Забери меня домой») — песня, записанная американской певицей и актрисой Шер для её одноимённого пятнадцатого студийного альбома 1979 года. Песня исполнена в жанре диско, певица решила идти в данном направлении после провала её предыдущих работ. Трек был выпущен в качестве лид-сингла с альбома Take Me Home в январе 1979 года.
Музыкальные критики дали положительные отзывы «Take Me Home», они хвалили его звучание и мелодию. Сингл хорошо показал себя и в чартах США, достигнув восьмого места в Billboard Hot 100.

## Чарты

### Еженедельные чарты
| Чарт (1979)                           | Пиковая позиция |
| ------------------------------------- | --------------- |
| Канада (RPM Top Singles)              | 10              |
| Канада (RPM Dance Singles)            | 11              |
| Новая Зеландия (Recorded Music NZ)    | 49              |
| Испания (Los 40)                      | 13              |
| США (Billboard Hot 100)               | 8               |
| США (Billboard Adult Contemporary)    | 19              |
| США (Billboard Dance Club Songs)      | 2               |
| США (Billboard Hot R&B/Hip-Hop Songs) | 21              |
| США (Cash Box Top 100)                | 10              |

### Годовые чарты
| Чарт (1979)              | Позиция |
| ------------------------ | ------- |
| Канада (RPM Top Singles) | 77      |
| США (Billboard Hot 100)  | 56      |

## Продажи и сертификации
| Регион | Сертификация | Продажи |            |
| --- | ------------ | ------- | ---------- |
| | США (RIAA)   | Золотой | 1 000 000^ |
| * Данные о продажах приведены только на основе сертификации. ^ Данные о тиражах приведены только на основе сертификации. |              |         |            |

## Версия Софи Эллис-Бекстор
В 2001 году английская певица Софи Эллис-Бекстор записала собственную версию песни для дебютного студийного альбома Read My Lips. Она была выпущена в качестве её дебютного сольного сингла после подписания контракта с Polydor Records. Её версия содержит новый текст, однако имеет схожий инструментальный диско-оттенок.
Песня также была положительно принята критиками и имела коммерческий успех. Тем не менее, Шер раскритиковала эту версию, найдя данную версию текста слишком откровенно сексуальной.
В ноябре 2018 года была выпущена оркестровая версия песни, которая вошла в сборник Софи The Song Diaries (2019).

### Список композиций
| №                   | Название                                              | Автор(ы)                                   | {{{extra_column}}}  | Длительность |
| ------------------- | ----------------------------------------------------- | ------------------------------------------ | ------------------- | ------------ |
| 1.                  | «Take Me Home (A Girl Like Me)»                       | Sophie Ellis-Bextor Bob Esty Michele Aller | Damian LeGassick    | 4:07         |
| 2.                  | «Sparkle»                                             | Ellis-Bextor Andy Boyd Ross Newell         | Marco Rakascan      | 4:31         |
| 3.                  | «Take Me Home (A Girl Like Me)» (Jewels & Stones Mix) |                                            | Jeremy Wheatley     | 5:34         |
| Общая длительность: | Общая длительность:                                   | Общая длительность:                        | Общая длительность: | 14:41        |

| №  | Название                                      | Режиссёр    | Длительность |
| -- | --------------------------------------------- | ----------- | ------------ |
| 4. | «Take Me Home (A Girl Like Me)» (Music video) | Софи Мюллер | 4:04         |

| №   | Название                                           | {{{extra_column}}} | Длительность |
| --- | -------------------------------------------------- | ------------------ | ------------ |
| 1.  | «Take Me Home» (Club Edit Remix)                   | DJ Flex            | 6:22         |
| 2.  | «Take Me Home» (Radio Edit Remix)                  | DJ Flex            | 3:34         |
| 3.  | «Take Me Home» (Switch Edit Remix)                 | DJ Flex            | 3:35         |
| 4.  | «Take Me Home» (Switch Club Mix)                   | DJ Flex            | 6:13         |
| 5.  | «Take Me Home» (Switch Dub Mix)                    | DJ Flex            | 6:13         |
| 6.  | «Take Me Home» (Sensation Filtre Mix)              | Antoine Clamaran   | 7:48         |
| 7.  | «Take Me Home» (Sensation Filtre Mix instrumental) | Antoine Clamaran   | 7:48         |
| 8.  | «Take Me Home» (A Diva Like U Remix)               | Guéna LG           | 6:58         |
| 9.  | «Take Me Home» (Vocal Tribal House Remix)          | Guéna LG           | 4:01         |
| 10. | «Take Me Home» (Jewels & Stone Mix)                | Jewels & Stone     | 5:34         |
| 11. | «Take Me Home» (Sharp Club Dub Mix)                | Sharp              | 7:57         |
| 12. | «Take Me Home» (Mutiny Vocal Mix)                  | Mutiny             | 6:36         |
| 13. | «Take Me Home» (Comfy Sophie Remix)                |                    | 5:04         |

| №  | Название                                               | Длительность |
| -- | ------------------------------------------------------ | ------------ |
| 1. | «Take Me Home (A Girl Like Me)» (Jewels & Stone Mix)   | 5:34         |
| 2. | «Take Me Home (A Girl Like Me)» (Mutiny Main Mix)      |              |
| 3. | «Take Me Home (A Girl Like Me)» (Sharp Club Vocal Mix) |              |

### Чарты

#### Еженедельные чарты
| Чарт (2001—2002)                   | Пиковая позиция |
| ---------------------------------- | --------------- |
| Германия (GfK)                     | 79              |
| Ирландия (IRMA)                    | 6               |
| Италия (FIMI)                      | 43              |
| Нидерланды (Single Top 100)        | 79              |
| Новая Зеландия (Recorded Music NZ) | 18              |
| Португалия (AFP)                   | 10              |
| Шотландия (OCC Scotland)           | 1               |
| Великобритания (OCC UK Singles)    | 2               |
| Великобритания (OCC UK Dance)      | 18              |

#### Годовые чарты
| Чарт (2001)                              | Позиция |
| ---------------------------------------- | ------- |
| Ирландия (IRMA)                          | 64      |
| Великобритания (Official Charts Company) | 46      |

### Сертификации и продажи
| Регион | Сертификация         | Продажи    |         |
| --- | -------------------- | ---------- | ------- |
| | Великобритания (BPI) | Серебряный | 246,000 |
| * Данные о продажах приведены только на основе сертификации. ^ Данные о тиражах приведены только на основе сертификации. |                      |            |         |